# Volodymyr Antonovyč
Volodymyr Bonifatijovyč Antonovyč, in ucraino Володимир Боніфатійович Антонович?, in russo Владимир Бонифатьевич Антонович? (Machnivka, 18 gennaio 1834 – Kiev, 21 marzo 1908), è stato uno storico ucraino.
Dal 1878 fu docente all'università di Kiev. Propugnò lo studio della formazione delle città attraverso l'utilizzo degli Annali della Russia sudoccidentale.